# Des Moines Menace
Des Moines Menace is een Amerikaanse voetbalclub uit West Des Moines, Iowa. De club werd opgericht in 1994 en speelt in de USL Premier Development League, de Amerikaanse vierde klasse.

## Seizoen per seizoen
| Jaar | Divisie | League               | Regulier Seizoen | Playoffs                | Open Cup            |
| ---- | ------- | -------------------- | ---------------- | ----------------------- | ------------------- |
| 1994 | 3       | USISL                | 7de, Midwest     | Niet gewkalificeerd     | Niet meegedaan      |
| 1995 | 4       | USISL Premier League | 3de, Central     | 4de plaats              | Niet gewkalificeerd |
| 1996 | 4       | USISL Premier League | 5de, Southern    | Division halve finale   | Niet gewkalificeerd |
| 1997 | 4       | USISL PDSL           | 3de, Central     | Kwartfinale             | Niet gewkalificeerd |
| 1998 | 4       | USISL PDSL           | 2de, Central     | 3de plaats              | Niet gewkalificeerd |
| 1999 | 4       | USL PDL              | 4de, Heartland   | Niet gewkalificeerd     | Niet gewkalificeerd |
| 2000 | 4       | USL PDL              | 3de, Heartland   | Niet gewkalificeerd     | Niet gewkalificeerd |
| 2001 | 4       | USL PDL              | 2de, Heartland   | Nationale halve finale  | Niet gewkalificeerd |
| 2002 | 4       | USL PDL              | 1ste, Heartland  | Conference halve finale | 2de ronde           |
| 2003 | 4       | USL PDL              | 2de, Heartland   | Conference halve finale | 1ste ronde          |
| 2004 | 4       | USL PDL              | 3de, Heartland   | Niet gewkalificeerd     | Niet gewkalificeerd |
| 2005 | 4       | USL PDL              | 2de, Heartland   | Kampioen                | 4de ronde           |
| 2006 | 4       | USL PDL              | 2de, Heartland   | Conference halve finale | 3de ronde           |
| 2007 | 4       | USL PDL              | 4de, Heartland   | Niet gewkalificeerd     | Niet gewkalificeerd |
| 2008 | 4       | USL PDL              | 3de, Heartland   | Niet gewkalificeerd     | Niet gewkalificeerd |
| 2009 | 4       | USL PDL              | 1ste, Heartland  | Conference Finale       | Niet gewkalificeerd |